# Vincenzo Paglia
Vincenzo Paglia (* 20. dubna 1945, Boville Ernica) je italský římskokatolický kněz a arcibiskup, předseda Papežské rady pro rodinu.

## Kněz
Kněžské svěcení přijal 15. března 1970 v Římě. Od 70. let minulého století k aktivním členům komunity Sant´Egidio. Téměř dvacet let (1981–2000) byl farářem baziliky Santa Maria in Trastevere (Panny Marie v Zátibeří), která je římským centrem komunity. Zároveň působil jako duchovní asistent této laické komunity, kterou v roce 1968 založil současný ministr italské vlády Andrea Riccardi a jejímž posláním je hlavně služba chudým.

## Biskup
Biskupem byl jmenován v březnu 2000. Po biskupském svěcení 2. dubna 2000 stanul v čele umbrijské diecéze Terni-Narni-Amelia. V lednu 2011 ho papež Benedikt XVI. jmenoval členem nově ustavené Papežské rady pro novou evangelizaci. Do čela Papežské rady pro rodinu ho tentýž papež jmenoval 26. června 2012. Arcibiskup Paglia tak nahradil kardinála Ennia Antonelliho.